# Agenvillers
Agenvillers (picardisch: Ginvilé) ist eine nordfranzösische Gemeinde mit 231 Einwohnern (Stand 1. Januar 2022) im Département Somme in der Region Hauts-de-France. Die Gemeinde liegt im Arrondissement Abbeville und ist Teil der Communauté de communes Ponthieu-Marquenterre und des Kantons Abbeville-1.

## Geographie
Agenvillers liegt im Ponthieu an der Départementsstraße D82 und größtenteils westlich der Départementsstraße D12, die vom rund sechs Kilometer entfernten Saint-Riquier nach dem zehn Kilometer entfernten Crécy-en-Ponthieu führt. Das Gemeindegebiet gehört zum Regionalen Naturpark Baie de Somme Picardie Maritime.

## Toponymie und Geschichte
Der Ort wurde im Jahr 845 als Argovillare genannt. 1635 wurde er durch spanische Truppen niedergebrannt. Der Weiler Hellencourt wurde auf Wunsch seiner Bewohner 1951 nach Domvast eingemeindet. Knapp außerhalb des Gemeindegebiets errichtete die Wehrmacht auf dem Gebiet von Domvast im Zweiten Weltkrieg eine Raketenabschussbasis.

## Einwohner
| 1962 | 1968 | 1975 | 1982 | 1990 | 1999 | 2006 | 2011 |
| ---- | ---- | ---- | ---- | ---- | ---- | ---- | ---- |
| 238  | 224  | 206  | 205  | 198  | 181  | 191  | 194  |

## Sehenswürdigkeiten
- Mariä-Himmelfahrts-Kirche[1]

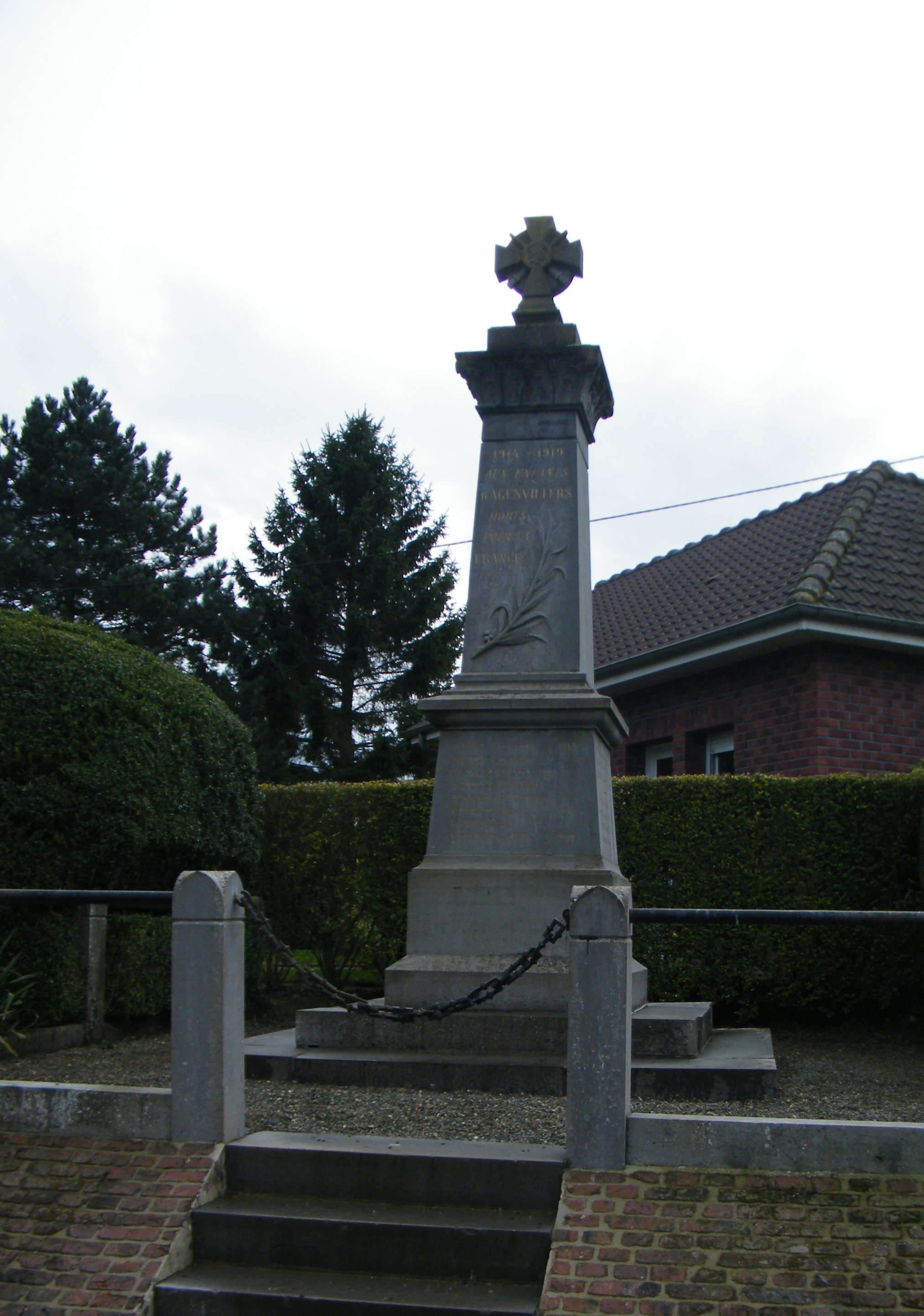
Kriegerdenkmal

- Schloss aus dem 18. Jahrhundert mit Taubenhaus im Schlosspark, ein Ziegelbau
- Kriegerdenkmal
- Ruine eines Blockhauses

## Persönlichkeiten
- Jean-Joseph Nau (1749–1840), königlicher Rat und Notar in Paris, Mitglied der gesetzgebenden Versammlung, wurde hier begraben.